# عرض مادي (مسلسل)
عرض مادّي (بالكورية: 사내맞선)؛ هو مسلسل تلفزيوني كوري جنوبي، مبني على ويبتونز الذي يحمل نفس الاسم، المسلسل من بطولة أن هيوسوب، كيم سي جونغ وسيول إين آه. عرض على قناة SBS TV كل يومي الإثنين والثلاثاء من 28 فبراير إلى 5 أبريل 2022. وهو متاح على شبكة نتفليكس في مناطق مختارة.

## القصة
دراما رومانسية كوميدية حول موظفة مكتب منتظمة، عندما تذهب في موعد غرامي بدلاً من صديقتها الثرية بمقابل مادي، تصدم عندما تعرف أن موعدها مع الرئيس التنفيذي لشركتها.

## بطولة

### دور رئيسي
- آهن هيو سيوب بدور كانغ تاي مو.[8]

تشيبول وسيم جدًا وأيضًا الرئيس التنفيذي الجديد لشركة التي تعمل بها ها-ري.
- كيم سي جيونغ بدورشين ها ري.[8]

عاملة مكتب عادية تتنكر في هيئة امرأة مشاكسة وتذهب في موعد أعمى بدلا من صديقتها المقربة، يونغ سيو، بعد أن طلبت ذلك منها.
- كيم مين كيو بدور تشا سونغ هون.[9]

سكرتير تاي مو وعشيق يونغ سيو.
- سيول إن آه بدور جين يونغ سيو.[10]

صديقة ها ري المقربة وعشيقة سونغ هوون ولكن في الاول هي خطيبة تاي مو التي طلبت من ها ري الذهاب للموعد بدلا منها.

### دور داعم
- تشوي بيونغ تشان في دور شين ها مين[11]

شقيق ها ري الأصغر الذي يحب يونغ سيو.
- أونغ يونغ جو بدور هان مي مو[12]

والدة ها ري وها مين.
- كيم كوانغ كيو بدور شين جونغ هاي[13]

والد ها ري وها مين.
- سونغ وون سيوك في دور لي مين وو[14]

طاه ، زميل ها-ري في الجامعة وحبها بلا مقابل لمدة سبع سنوات.
- بي وو هي في دور كوو يو را[15]

صديقة ها-ري، مصممة وجبات

## المشاهدات
| الموسم | الموسم | رقم الحلقة | رقم الحلقة | رقم الحلقة | رقم الحلقة | رقم الحلقة | رقم الحلقة | رقم الحلقة | رقم الحلقة | رقم الحلقة | رقم الحلقة | رقم الحلقة | رقم الحلقة | المتوسط |
| الموسم | الموسم | 1          | 2          | 3          | 4          | 5          | 6          | 7          | 8          | 9          | 10         | 11         | 12         | المتوسط |
| ------ | ------ | ---------- | ---------- | ---------- | ---------- | ---------- | ---------- | ---------- | ---------- | ---------- | ---------- | ---------- | ---------- | ------- |
|        | 1      | 0.835      | 1.273      | 1.458      | 1.589      | 1.535      | 1.866      | 1.837      | 2.138      | 2.124      | 2.149      | 2.016      | 2.106      | 1.744   |

وفقا لنيلسن كوريا، فقد حققت الحلقة التاسعة من المسلسل نسبة %11.6 بحوالي 2.1 مليون مشاهدة.
| الحلقات | تاريخ البث     | متوسط حصة الجمهور   | متوسط حصة الجمهور   |
| الحلقات | تاريخ البث     | تقييمات نيلسن كوريا | تقييمات نيلسن كوريا |
| الحلقات | تاريخ البث     | على الصعيد الوطني   | سيئول               |
| ------- | -------------- | ------------------- | ------------------- |
| 1       | 28 فبراير 2022 | 4.9%                | 5.4%                |
| 2       | 1 مارس 2022    | 6.5%                | 7.2%                |
| 3       | 7 مارس 2022    | 8.1%                | 8.2%                |
| 4       | 8 مارس 2022    | 8.7%                | 8.9%                |
| 5       | 14 مارس 2022   | 8.1%                | 8.6%                |
| 6       | 15 مارس 2022   | 10.1%               | 10.5%               |
| 7       | 21 مارس 2022   | 9.9%                | 10.7%               |
| 8       | 22 مارس 2022   | 10.8%               | 11.6%               |
| 9       | 28 مارس 2022   | 11.6%               | 12.4%               |
| 10      | 29 مارس 2022   | 11.6%               | 12.1%               |
| 11      | 4 أبريل 2022   | 10.6%               | 11.0%               |
| 12      | 5 أبريل 2022   | 11.4%               | 11.9%               |
| المعدل  | المعدل         | 9.36%               | 9.88%               |

## الإنتاج

### صناعة
المسلسل من إخراج بارك سيون هو الذي عمل على مسلسل «بطلي الغريب» لعام 2018. ومن كتابة الثنائي هان سول هي، هونغ بو هي اللذان كتبى مسلسل «الانسة الوقحة يونغ آي» الموسم 17. ومن تخطيط قسم الدراما إس بي إس المعروف بـ استوديو إس، وكاكاو إنترتينمنت وانتاجه بتعاون مع شركتها التابعة كروسس بيكتشرز.

### طاقم
تم عرض دور البطولة النسائية شين ها ري لأول مرة على الممثلة جو بو آه. لكن، في مارس 2021 ، أفيد أنها قررت عدم المشاركة في هذه الدراما.
بعد ذلك ، في 16 مارس 2021 ، تلقى أهن هيو-سيوب عرضًا للعب دور البطولة للمسلسل، أكدت وكالة ستارهاوس إنترتاينمنت، أن آهن كان يراجع العرض بشكل إيجابي. في 10 يونيو 2021 ، أكد ظهوره في المسلسل. في 5 مايو 2021، تلقت كيم سي جيونغ عُرض لتكون بدور البطولة للدراما. وفي 2 أغسطس، أكدت انضمامها. في 3 أغسطس 2021 ، انضم كل من كيم مين كيو وسيول إن اه. الممثل كيم كوانغ كيو أكد أيضًا ظهوره كوالد ها-ري وها-مين.

### الإصدار
كان من المقرر في الاصل عرض المسلسل في 21 فبراير 2022.ولكن تم تغير جدول التصوير بسبب كوفيد-19، وتم تأجيل موعد العرض الأول للمسلسل لمدة أسبوع، ليعرض في 28 فبراير 2022.

## روابط خارجية
- الموقع الرسمي
 (بالكورية)
- اقتراح عمل على موقع IMDb (الإنجليزية)
- اقتراح عمل على موقع نتفليكس (الإنجليزية)
- اقتراح عمل على موقع فيلمافينيتي (الإسبانية)
- اقتراح عمل على موقع ليتربوكسد (الإنجليزية)
- اقتراح عمل على موقع كينوبويسك (الروسية)
- اقتراح عمل على موقع ألو سيني (الفرنسية)
- اقتراح عمل على موقع قاعدة بيانات الفيلم (الإنجليزية)
- عرض مادي على هانسينما